# Aurelle Doazan
Aurelle Doazan, née le 15 janvier 1966, est une actrice française.

## Filmographie partielle

### Cinéma
- 1983 : L'Ami de Vincent de Pierre Granier-Deferre : une lycéenne
- 1985 : Détective de Jean-Luc Godard : Arielle
- 1985 : Parole de flic de José Pinheiro : Mylène
- 1985 : Folie suisse de Christine Lipinska : Elisabeth
- 1986 : Gardien de la nuit de Jean-Pierre Limosin : Aurore Corot
- 1987 : Hôtel de France de Patrice Chéreau : la cousine
- 1987 : L'Amoureuse de Jacques Doillon : Aude
- 1987 : Sale Destin, de Sylvain Madigan : Estelle Marboni
- 1987 : Hôtel du Paradis de Jana Boková : la fille du rêve
- 1988 : La Passerelle de Jean-Claude Sussfeld : Virginie
- 1988 : Camille Claudel de Bruno Nuytten : Louise Claudel
- 1990 : Monsieur de Jean-Philippe Toussaint : Laurence
- 1990 : Le Procès du roi (O Processo do Rei) de João Mário Grilo : Marie-Françoise de Savoie

### Télévision
- 1986 : Le Cri de la chouette d'Yves-André Hubert (téléfilm) : Salomé
- 1986 : L'Inconnue de Vienne de Bernard Stora : Marion
- 1987 : L'Amoureuse de Jacques Doillon (téléfilm sorti en salles en 1993) : Aude
- 1988 : Carmilla, le cœur pétrifié de Paul Planchon (téléfilm) : Laure
- 1988 : Haute tension (série tv) : Histoires d'ombres de Denys Granier-Deferre : Nina
- 1991 : Le Roi Mystère de Paul Planchon (mini série tv) : Gabrielle Desjardies